# さよなら絶望先生の登場人物
さよなら絶望先生の登場人物（さよならぜつぼうせんせいのとうじょうじんぶつ）は久米田康治による漫画作品『さよなら絶望先生』およびそれを原作とするアニメシリーズに登場する架空の人物（およびそれに類する物）の一覧である。
以下、原作の話数は原則として単行本の話数に拠り、表記は単行本扉絵に従って「（漢数字）話」とする。アニメの話数は「第（漢数字）話」とする。また便宜上、各アニメシリーズは以下のように略記する。
| 正式タイトル                            | 略       |
| --------------------------------------- | -------- |
| さよなら絶望先生                        | 第一期   |
| さよなら絶望先生 序〜絶望少女撰集〜     | 撰集     |
| 俗・さよなら絶望先生                    | 第二期   |
| さよなら絶望先生 序〜俗・絶望少女撰集〜 | 俗・撰集 |
| 獄・さよなら絶望先生                    | 獄       |
| 懺・さよなら絶望先生                    | 第三期   |
| 懺・さよなら絶望先生 番外地             | 番外地   |

登場人物名を略す場合は同姓の人物（兄弟・姉妹など）がいる者を除いて原則、姓で表す。

## 基本設定
主要登場人物名は基本的にダジャレである。
舞台となる高校は東京府小石川区に所在。所属教員の1人である望が「公務員」と作中で明言されているので公立高校と分かるが、設置母体などは不明。ネーミングライツ制をとっているため、校名は毎回変わる。私服可であるが、私服を面倒がって制服を着る者が多く、へ組生徒も木村・小森・常月以外は制服を着用。女子の制服はセーラー服（スカーフのデザインは話ごとに細かに異なる）、男子の制服は学生服。
二百七十二話までは、作中の年度が進んでも主要な生徒は落第や留年という形で2年生のままであった。

## 2のへ組
- クラス名はいろは順に割り振られており、原作では1学年にい組・ろ組・は組・に組・ほ組・へ組の計6クラスある。
- 32人の「絶望的な生徒」が在籍する。生徒の半数ほど（特に男子生徒）は名前や設定が明らかではない。百三十五話扉絵によると、男子生徒は13人（「関内太郎」を含む）、女子生徒は19人。
- 座席の設定は特になく、各話ごとに変わる。
- 九十話と百三十五話で一部生徒の進級や編入があった。
- 3年生に進級して3のへ組になっており、二百九十四話から学校が9月入学・6月卒業となった関係で卒業までの3カ月（4月〜6月）間は3.1のへ組となっている。
- 一部生徒を除き、出席番号（男女別）は百三十五話扉絵による。
- 風浦と倫以外のへ組の女子生徒達は自殺未遂者であったが全員「赤木杏（風浦）」の臓器提供によって助かっており、またそれぞれ自身に似た境遇の未練を残して亡くなった昭和の子供達の依り代となっていた。男子生徒は望に何かあった時のバックアップメンバーとして集められていた。

### 主人公
糸色望（いとしき のぞむ）
声：神谷浩史
本作の主人公。男性。超ネガティブな高校教師。2のへ組担任。「絶望した!」が口癖のネガティブすぎる性格や、その名前を横書きにしたら絶望になることから「絶望先生」と呼ばれている。
信州蔵井沢の名家である糸色家の四男で、上に3人の兄、下に妹がいる。誕生日は11月4日。逆算して導き出される「製造日」が12月24日であるため、クリスマスが嫌い。生年は未詳。名前を横につなげて書くと「絶望（ぜつぼう）」となる。このことを指摘すると大変落ち込む（かと言って縦に書けば書いたで、「字画がサイアク」と落ち込むことに変わりはない）ため、へ組では望の名前を横書きする場合はなるべく糸と色の間を空けることにしている。単行本のキャラクター紹介ページにも「くっつけて書くな!!」とのただし書きがある。
一人称は基本的に「私」か「先生」。物腰や言葉遣いは丁寧で、身内や生徒にも敬語で接するが、怒るとまれに言葉遣いが悪くなり、そのたびに周囲からたしなめられる。詳しい身長や体重などは明らかでないが、比較的長身で（181cmのリー・仲直よりやや低い程度）、やや貧相な体格をしている。顔の容貌はそれなりに端正。装いは、オーバルの眼鏡をかけ、小紋柄の着物に袴穿きという書生風。装い以外も和風レトロな趣向で統一しているが、地元などではチャラチャラした格好をしていることもある。
担当教科は国語だが、数学や理科などを教えるシーンもある。度々授業を放棄して校外学習に出かけたり、1限目を全て自習にしたりするなど、教育者としての意欲は乏しい。図書委員の顧問も務める。
全てをネガティブに考える性格で、くだらないことで人生や世の中に絶望する。常日頃から、遺書や睡眠薬などが詰まったカバン「旅立ちパック」を持ち歩き、ことあるごとに自殺未遂を繰り返す。しかし自殺未遂はあくまで対外的ポーズで、本当に死にそうになると「死んだらどうする!」と開き直る。ネガティブなだけでなく、他人に基本的に心を開かない。
自他共に認めるチキンで、一方甘やかされるとすぐにつけ上がり、また大人気ないほどに執心深く負けず嫌いである。チキンな性格ゆえ、普段不幸人間ぶっているわりに危機回避能力が人一倍高く、人知を越えた危険予知能力を持つ。その厄介な性格から周囲によく迷惑をかけるが、望以上に個性的な生徒らに翻弄されてツッコミ役に回ることも多い。
迷惑人間であるものの、意図せず不用意に女性に好意を抱かせることがある。へ組の複数の女子生徒からも好意を持たれているが、望は女子生徒を恋愛対象と見ておらず、生徒からのアプローチは基本的に避けている。女性に興味がないわけではなく、同僚の新井や「隣の女子大生」には少なからぬ好意を抱いている。
自作の同人誌を出すほどの文学好き。愛読書は太宰治の『人間失格』（作者の愛読書でもある）。フォークギターの弾き語りも得意なようで、たびたび自作曲を披露する。
性格こそネガティブだが、名家のお坊ちゃんにして安定した公務員であり、経済的な面から見るとへ組で最も絶望からかけ離れた人物である。
自殺未遂を繰り返す、実家は地方の名家、厄介な性格にもかかわらず女性にモテる、学生時代に左翼活動をしていた、など人物設定に太宰治または太宰作品の影響が見られる。
また、糸色家が影名家であったことが発覚したときには筋を通して、執事をしているが本来は名家である時田家へ全権を譲ろうとした（しかし、時田にすぐに返され、今までのままになった）。
本当の使命は、未練を残して亡くなった昭和の子供達を、死後卒業により無事に成仏させることだった。
単行本三十集収録の第30X話では「1つの可能性の世界」として本編後の未来が描かれている。目の前で事故死した赤木杏に対して「彼女が事故に遭ったのは自分のせいだ」という自責の念もあって強い執着心を抱いており、倫は杏について「兄の愛する女性」と明言している。卒業式後に赴任した島（臓物島）で赤木から臓器提供を受けた女性たちと暮らし、彼女たちの誰かが表出させる「赤木杏」の共有人格を追うように書類上の結婚・離婚をローテーションで繰り返している。また、それぞれの女性との間には赤木（風浦）に似た子供を1人ずつもうけている。

### 女子生徒
関内・マリア・太郎（せきうつ まりあ たろう）
声：沢城みゆき
出席番号11番。不法入校・難民少女。
戦争で故郷を追われ、アジアのどこかの国からコンテナに乗って不法入国した生徒（風浦によると「アジアからの帰国子女」）。戸籍を関内太郎本人（元・関内太郎）から買って、へ組にやってきた。浅黒い肌で、ややぎこちない日本語で話す。故郷では野生児で育ってきたらしく、身体能力が高い。視力は両眼とも5.0。靴とパンツを穿くと目が回るため、常にノーパンに裸足で過ごしている。一人称は「マリア」で、風浦らからは「マ太郎」とも呼ばれる。
陽気な性格で好奇心旺盛、悪戯好き。容姿も高校生に見えないほど幼い（身長はクラスでも群を抜いて最も低い）が、母国で死線をくぐってきた過去を持つため、思考はかなりハード。クラスメイトのバカ騒ぎへの関わりは少なく、不意に過激発言をしてその度に周囲から「問題発言よ」と言われる。締めの一言を担当することが多い。
風浦可符香(P.N)（ふうら かふか）
声：野中藍
出席番号14番。準主人公。超ポジティブ少女。
何事も前向きに考える性格（ポジティブシンキング）であり、常に明るく丁寧な言葉遣いと笑顔を絶やさない。望のネガティブな意見に対して、現実逃避にも近い極端なポジティブ論法を展開する。ポジティブを通り越して、電波な言動も目立つ。
ポジティブな一方で黒い面が本性とも見えるようなフシもあり、事物の不条理や負の側面に詳しく、人の心のスキマに入り込む（付け込む）ことを特技とする。さりげなく人の心を抉る言動も多く、クラスメイト達の幼少期のトラウマにはたいてい風浦らしき人物が絡んでいる。物事を陰から操る黒幕でもあり、クラスメイトの暴走や混乱には動じないばかりか煽ることさえ多い。
容姿の特徴は後頭部にあるハネ毛と前髪の髪留め。髪止めは服装によって変えており、制服時は×型である。普段ショートカットであるが、ごく稀にセミロングにイメチェンする。
望と対極に置かれたキャラクターで、故意か偶然か望の人生を駄目にする方向へしばしば誘導する。望との恋愛設定は特に見られないが、望に好意を抱く他の生徒を煽ったり、「隣の女子大生」（後述）として望に接近し好意を抱かせたり、「隣の校舎の一年生」（後述）としてラブレターを渡すなどしている。
本名は「赤木杏（あかぎ あん）」であり、高校入学前に望の目の前で交通事故に遭い死亡していた。「風浦可符香」という名は死後に新井智恵が赤木の人となりを伝えたいと願って与えた仮の名前（赤木が好きだった『変身』の作者「フランツ・カフカ」から）。
死亡しているが、無事だった臓器は後にへ組の生徒になる自殺未遂者の少女たちにそれぞれ提供された。臓器提供を受けた少女たちはそれぞれが風浦の人格を持つようになり、その後「共有人格」として交替で「風浦可符香」を演じていた。つまり、今まで登場していた風浦はへ組の女子生徒達の誰かが演じていたものであった。そのため毎回絶望少女の誰か一人は描かれていない。
生前は幼稚園児の頃に、当時高校生であった望に出会っている。
横書きで記名する時、名前の右端にタヌキのしっぽのようなものを書き加えている。
大草麻菜実（おおくさ まなみ）
声：井上喜久子
出席番号15番。 主婦女子高生・多重債務少女。
現役高校生でありながら既婚者のポニーテールの少女。優しい性格で人柄も良く、たとえ浮気されても一途に夫を慕い、健気に尽くしている。初期は単なるモブキャラクターであったが、七十四話で主婦だと発覚して以降、準レギュラーメンバー化した。
夫の借金で多重債務に陥っており、貧乏人・苦労人として描かれる。学業と主婦業の傍らで内職や麻雀、株式のデイトレーディング、様々なアルバイトに励むが、お人好しで悪徳商法によく引っかかり、目先の利益になびきやすく、賭け事や投資の才も無いため、返済は一向に進まない。各種アルバイトのコスチューム姿ではスタイルの良さが垣間見られる。
夫以外にも男性遍歴はあるが、お人よしが裏目に出て、自分が尽くしたい相手に惹かれやすいため、男運に恵まれない。母性的な性格から甘えられキャラでもあり、望など悩める男性達にたびたび泣きつかれる。
初期原案では木村に似た外見だった。
大浦可奈子（おおら かなこ）
声：高垣彩陽（第三期）、真田アサミ（第二期第七話）
出席番号16番。 おおらか少女。
五十四話で日塔に「可奈子ちゃんは大場さんと結婚したら大バカナ子だね」と言われるシーンで登場。その後はモブキャラクターとして時々登場するだけだったが、百五十七話で再登場し、苗字が明かされると同時に「大らかな子」という設定が追加された。何事にも鷹揚で、スカートのチャックを閉め忘れるなどルーズすぎる面がある。ただし頭はよく成績優秀である。
音無芽留（おとなし める）
声：斎藤千和（第二期六話Bパート、第三期）
出席番号17番。 毒舌メール少女。
極度の恥ずかしがり屋で、変な声と言われた過去からほとんど声を出さず、また字が汚いため筆記もしないので、コミュニケーション手段を携帯電話のメールに頼り切っている。繊細な性格で、容姿も高校生に見えない小児体型だが、そのか弱そうな印象とは裏腹に、メールの内容は過激かつ超毒舌で、一人称は「オレ」である。携帯電話への依存が尋常でなく、携帯電話の使えない状態が続くと精神が不安定になり、セリフが文字化けする。髪型はツインテール。頭を押すと「ぽんむ」という不思議な音が出る。
身長は前述の通り高校生としてはかなり低く（平均的な身長の風浦よりも頭一つ分低い）、最も低身長のマリアよりも若干高い程度。初期原案では常月の外見であった。それとは別に不思議言動が特徴のゴスロリ生徒が設定されていたが、このキャラクターは本編では未登場となり、髪型のみが現在の音無に受け継がれている。
裕福な家の一人娘で父親に溺愛され、「めるめる」と呼ばれているが、父親のことは「クソヒゲハット」と表現するなど嫌悪している。
加賀愛（かが あい）
声：後藤沙緒里
出席番号18番。加害妄想少女。
極度の加害妄想の持ち主で、「すいませんすいません」が口癖。何をするにも自分が他人に迷惑をかけてはいまいかと罪悪感に苛まれており、引っ込み思案で自己評価が極端に低い。「自分が登場すると人気が落ちる」という思いから登場も極力避けており、背景で登場する際はコマの端で慌てて顔を隠すようにしていることが多い。
自らに厳しい分、他者に優しく道徳的。他人に恩を売るまいとしてツンデレのように振舞ったことがあり、そのことで木野に好意を持たれている。非常に繊細で、判断や理解の限界を超える事態にはすぐ気絶してしまうが、見過ごせない不徳に対しては厳しく戒める毅然とした一面もある。ネガティブな望も、珍しくその人柄を好意的にとらえており、優しい言葉をかけることが多い。次第に望に好意を抱くようになった。
垂れ眉で釣り目な人相で、左目の下に泣きボクロがある。後ろ髪を束ねており、アニメではよく動く（のちに漫画でも動きの漫符がたびたび描かれるようになった）。さまざまな理由で遅刻することが多い。体型は他の女子に比べて細身で、身長は千里や日塔とほぼ同じくらい。
木津千里（きつ ちり）
声：井上麻里奈
出席番号20番。次準主人公。几帳面・粘着質少女。
極めて几帳面で、何事も自らの考える「きっちり」にそぐわないと気が済まない完璧主義者。加えてしつこいため、風浦によると「正義の粘着質」。思想的には、全てがきっちり公平に分配される共産主義に傾倒しているかのような発言を繰り返す。きっちりを追及するあまり、よく暴走して周囲に危害を加える。暴走時には「うな!」と叫ぶ。連載が進むにつれて、単なる几帳面ゆえの暴走に留まらず、血なまぐさい猟奇的な言動や人間離れした身体能力など、荒唐無稽な特性が付加されていった。また前髪が揃っていなければだらしなくなるか、精神状態がおかしくなる。
事物と思考の一致を求めるコントロールフリーク的な欲求が強く、委員長を差し置いて学級を仕切り、周囲にもきっちりを強要する。そのことで友人やクラスメイトからたびたび迷惑がられ、避けられる。そのため周囲から好かれたい願望を持つが、一方で被害妄想に偏りがち。
　単行本描き下ろしで描かれた小学生の頃はその荒唐無稽な行動、思考かつ転校を繰り返してきて心を閉ざしていたゆえに周りから避けられており、藤吉のみが会話してくれていた。藤吉とは小学校時代からの幼馴染。茶道部部長でもある。カラオケが好きだがそれほど上手くない(担当声優の井上麻里奈は歌唱力が高い)。
容姿のトレードマークは正面をきっちり真ん中分けにしたストレートヘア。本来はかなりのくせ毛だが、月一でストレートパーマをかけ、毎朝必死に伸ばしているほどのこだわりである。心身に動揺や異常があると、髪型の乱れとなって表れる。体型はスレンダーで無駄がなく、学級の女子生徒のなかでは胸は貧相。千里自身もそのことを非常に気にしている。身長はへ組の女子生徒の中でも平均的で、風浦よりも僅かに高い。
寝相の悪さで保健室のベッドで望と添い寝してしまったことから、望にきっちり責任を取って結婚するよう強く迫っている。しかし望は千里のことを「やっかいさん」として敬遠している。
『週刊少年マガジン』の写植では基本的に吹き出しの台詞に句読点は付かないが、千里のセリフだけは常にきっちり句読点が付くという特徴がある。俗・撰集以降のアニメシリーズでは言葉の節目で画面に句読点（感嘆符と疑問符も含む）を表示することでこれを再現している。
コラボレーションとしてカプコンのブラウザゲーム『鬼武者Soul』に武将として登場している。こちらの担当声優はアニメで担当している井上ではなく、沢城みゆきが担当した。
木村カエレ（きむら カエレ）
声：小林ゆう
出席番号21番。帰国子女で、人格バイリンガル少女。
エリート集団「海外組」に所属していた帰国子女。濃い茶色い眼に亜麻色かがったウェーブロング（アニメでは金髪碧眼）にスタイル抜群の容姿や何かあるとすぐに「訴えてやる!」と叫ぶ言動はアメリカ合衆国を想起させるが、世界のどこに存在するのか分からない珍妙な風習を紹介し、また英語圏の外国人に英語が通じないなど、どの国からの帰国子女なのか不明で、しかも海外に行っていたのは3カ月だけであった。帰国子女らしく、セーラー服ではなくブレザーを着ている。
転校のたびに各国の文化に馴染めず「木村帰れ」と言われた過去から、複数の人格を持つ「人格バイリンガル」となった。まれに大和撫子的な性格の木村楓（きむら かえで）が表に出るほか、様々な人格（木村カエロや木村カエルナなど、人格ごとに名前がある）が同居している。
女子生徒の中で最もプロポーションが良く、水着姿にもよくなるが、いいところはほとんど他人に持っていかれるスベリ役。誰もが認めるパンチラ要員であり、ほぼ全ての回で小さくパンチラをしている。
名前の元ネタは木村カエラであるが、彼女と違って音痴である。しかしその設定に反して担当声優である小林ゆうの迫力ある歌唱力から、複数のキャラクターソングが作られている。そのなかの一曲『豚のご飯』は大槻ケンヂとのデュエットである。
単行本の巻末で「今回の告訴」という、大半は言いがかりの告訴状が作成されているコーナーを担当している。
小節あびる（こぶし あびる）
声：後藤邑子
出席番号22番。尻尾好き・被DV疑惑少女。
常にどこかしら傷を負っていて、包帯・ギプスまみれの姿をしている。普段左目には眼帯を付けているが、これは幼い頃に怪我をして移植手術を受けた角膜の前の持ち主の残像を見ないためで（裸眼ではオッドアイ）、眼帯を外すと、前の角膜の持ち主を轢いた車のナンバーがフラッシュバックする。クラスの中では木村に次いで背が高く、スタイルもいい。髪型は三つ編みおさげだが、初期原案ではおさげはなかった。
小節の怪我を望らは父親からのDVではないかと疑っていたが、実際は動物園でのアルバイト中の動物とのじゃれ合いで負ったもので、父親に対しては逆に暴力をふるうことがあるらしいが、作中でそういったシーンが描かれたことはない。動物以上に動物の尻尾を触るのが好きという尻尾マニアで、小節の部屋には無数の動物の尻尾と「しっ拓」コレクションが存在する。
全体的に飄々とした性格で、女子生徒の中では常に冷静な態度を保つ。他の生徒に比べて青ざめることが少なく、普通のツッコミを入れる日塔に対し、クールでやや手厳しいツッコミ役となっている。一方で、運動音痴で反射神経の鈍いドジっ娘という設定もある。性的な羞恥心が薄いらしく、セクシーショットを担当することが多いが、平然とこなしている。
望の影武者が何らかの行動を起こしたことから、望に好意を寄せている。以後、望の体のどこかに巻き付く、望を襲う武器を奪う、恋敵を縛るなど包帯を用いた特技を持つようになった。
小森霧（こもり きり）
声：谷井あすか
出席番号23番。 ひきこもり少女。
引きこもりの不登校児。家庭訪問に来た望と風浦によって不登校は解消されたが、結局学校の理科室や宿直室に引きこもる「不下校少女」になった。風浦によると「全座連（全日本座敷童連盟）」なる団体に加盟する座敷童子で、小森が学校に引きこもるおかげで学校の繁栄が保たれているという（実際、小森が学外へ出ようとすると学校が倒壊しそうになる）。常に毛布（冬は布団）を羽織り、ジャージを愛用している。
髪が長く、顔もよく前髪で隠している。前髪を開き、素顔を見て「美人だ しかも白い」と言った望に恋をしている。不登校時代は荒っぽい言動であったが、望に出会ってからは大人しくなった。住居を焼かれて宿直室で暮らす望とその甥・交に対して、半ば共同生活状態で家事全般をサポートしており、交とは姉弟のように仲良くしている。 行動面で望のサポートをする常月とはライバル関係であり、何かと張り合うような行動を起こし、そのたびに望が困惑したり、仲裁をしている。
身長は風浦や常月よりも低い。普段は毛布にくるまっていて目立たないが、幼い見た目の割にスタイルが良い。第十七集までのカバー下で毎巻、「開けないでよ」のセリフとともにセクシーシーンを披露していた（第十八集以降は加賀など他の人物の絵になっている）。
なお、引きこもりキャラであるということで、斎藤環の著書「引きこもりはなぜ「治る」のか？」の文庫版表紙及び文中イラストに採用されている。
常月まとい（つねつき まとい）
声：真田アサミ
出席番号25番。超恋愛体質・ストーカー少女。
多くの男性との交際遍歴を持つが、過剰な恋愛感情がストーキングへと発展し、その度に警察の厄介になってきた少女。しかし本人はただのディープラヴであると言い張り、ストーカーであるとの自覚はない。一人の相手を一途に想うタイプで、付き合う男性に応じてキャラクターを変え、たとえフラれても付きまとうが、別の人を好きになると前の彼氏にはすっかり興味が失せてしまう。
「先生でよければ、いつでも一緒に死んであげますよ」…と常月のストーキングを咎めるためにとった望の言動を告白と勘違いして以来、望をストーキングしており、望に合わせて着物に女袴の格好をしている。毎回どこかに隠れていて、気が付くといつの間にか望の背後に立っている。ほとんどの場合望はストーキングに気付かず、常月が台詞を発した際にやっと「いたんですか?」と気づき、「（ええ）ずっと」と常月が返すのは定番パターン。常に望と一緒であるため、しばしば望のハプニングに巻き込まれたり、望らの道案内人役やサポート役を務める。先述のとおり、小森とは好敵手である。
身長は風浦とほぼ同じくらいで、千里や日塔よりも僅かに低い。
根津美子（ねづ みこ）
声：根谷美智子
出席番号26番。 無限連鎖商女。
丸内とコンビでよく悪徳商法（マルチ商法やねずみ講など）を行っている。丸内とともに百五十八話で初登場したが、根津に似た容姿のモブキャラクターが以前からたびたび登場している。頭がいいらしく、テストではクラス及び学年上位になることもある。丸内とともにアイドルグループ「AKaBane84」のメンバー。
日塔奈美（ひとう なみ）
声：新谷良子
出席番号27番。準主人公候補。超普通少女。
個性的な面々が揃うへ組のなかで、至って普通（人並み）な女子高生。一般論・一般常識でストーリーを展開させたり、ツッコミを担当したりする。幼稚園時代に友達の「杏ちゃん」から自分だけ仲の良さを「普通」と言われて以来、いい意味では使われない「普通」という言葉にコンプレックスを持つ。そのため普通であることを指摘されるたびに「普通って言うなぁ!」と怒る。普通コンプレックスの裏返しから自己顕示欲や自負心が強いが、普通なので大した自己アピールはできない。連載後半以降では担当声優の新谷良子による影響含め、大食い、ちょいウザ、話下手などの設定が増やされていった。原作の初登場は10話(2期1話)だがアニメ1期では1話から登場している(2期1話では回想という形になった)。
食べることが好きで、好物はラーメン。女子高生らしく、時折体重を気にしている。身長は千里とほぼ同じで、へ組の女子生徒の中では標準的な部類。
望に対しては特に好意を抱いているような描写はなく、一人でアプローチすることはないが、集団でのアピール合戦にはしばしば参加している。
二百二十四話では人数合わせのためアイドルグループ「AKaBane84」のメンバーになっている。
本作品の初期構想では日塔がメインヒロインの予定で、不下校少年とのラブコメを描く予定だった。そのため初登場回では元不登校少女という初期案の設定が反映されている。加賀の加害妄想が伝染した時にも「私が主役だからちっとも（作品の）人気が出ないんです」とのセリフを吐いている。またアニメのキャラクターソングでの日塔の曲のタイトルは「主人公」および「36.7°C（主人公 その似）」である。
藤吉晴美（ふじよし はるみ）
声：松来未祐
出席番号28番。 腐女子。耳好き・カップリング中毒少女。
熱心なオタク少女で、眼鏡と猫耳（狸耳も可）に強いこだわりを持ち、コスプレ好きで、自ら同人誌も製作する。3人いる兄もみなオタクだが、藤吉本人は男性にはそうした嗜好を求めていない。運動能力は抜群だが、本人はスポーツに興味が無く、ほとんど同人誌即売会がらみでしか活かされない。眼鏡を外すとさらなる驚異的な運動能力を開花させることができ、その眼鏡にはかなりの重量があるかのような描写がある（千里によると「リミッター」）。オタク趣味を除けば、いたって常識人で大人しい性格。また千里とは幼稚園時代からの幼馴染である。
身長はあびるに次いで高く、水着や下着などで見られるようにスタイルもいい。
丸井円（まるい まどか）
声：真田アサミ（第二期・第三期）、後藤邑子（撰集）
出席番号29番。未来泥棒少女。
茶道部部員（仮入部）の女子。真ん中分けに左右のお団子頭という左右対称の髪型をしている。一時期は木野に好意を抱いていたが、遠足での彼の私服のセンスに衝撃を受けた事で、課外授業では制服を着用してほしいと木野に頼んでいた。後述の三角、正方と共に登場し、当初は3人とも誰がどの名前か一致しなかったが、撰集で彼女のセリフに合わせて『丸井「なるほど」』とテロップが出たため、彼女だけ丸井だと確定した。フルネームが判明するのは単行本二八巻になってのこと。進路は美大志望。ニートで自称未来人の兄がいる。
丸内翔子（まるうち しょうこ）
声：堀江由衣
出席番号30番。 無限連鎖商女。
根津とともに悪徳商法（マルチ商法やねずみ講など）を行う。アニメでは目が緑色になっている。テストだと、常に上位争いになる。根津とともにアイドルグループ「AKaBane84」のメンバー。ファンからの愛称は「丸姫」、アンチからは「丸肉」と呼ばれている。
三珠真夜（みたま まよ）
声：谷井あすか（第一期第十二話のみ）
出席番号31番。見たまま少女。
一話から何度も背景に登場していたボーイッシュで目つきの悪い少女。肛門に棒を挿したり、放火したりといったシャレにならない悪戯をするが、周囲に「悪そうな見た目だけで判断するまい」と思われて不問になってしまう。本格的に登場した話で望の家に放火し（アニメでは予め仕掛けていた爆弾を遠隔操作で起爆した）、望と交が学校の宿直室で暮らす事になるきっかけを作った張本人であるが、本人によると「好きなものにいじわるしたくなる」とのことで、むしろ望に対しては好意を抱いている。無口で自己主張もあまり積極的ではないため、登場頻度は低い。廃墟マニアでもある。身長は小森とほぼ同じで平均よりも低い部類。
糸色倫（いとしき りん）
声：矢島晶子
出席番号32番（生徒名簿に「倫」名義で載っているため）。望の妹。
17歳にして3000人もの弟子を抱える糸色流華道師範で、剣術の達人でもある。2007年度からへ組に編入。
名前を縮めて書くと「絶倫（ぜつりん）」となるため、望と同じく「糸色」姓を嫌い、嫁入りして姓を捨てることを切望している。
普段は着物姿が多く、たまに番傘を差している。髪型は黒髪ウェーブ。身内にはいわゆるお嬢様しゃべりであるが、クラスメートの前では古風で偉そうな口調になる。望に対しては「お兄様」と呼ぶ。口調だけでなく性格や言動もいかにもなお嬢様風。強気で高飛車な性格で遠慮がなく、金銭感覚も一般人とはズレている。しかし世慣れた面も持ち、下ネタにも免疫がある。やんごとない身分の子女が集まるらしき学校から編入して来ており、元の学校には色々な意味で危険な友人がいる。
華道家・剣術家の設定はほとんど使用されず、執事の時田とともに、糸色家の行事や事業を紹介・活用して話を展開させたり、望にちょっかいや悪戯を仕掛ける役回りが多い。悪戯に引っかかった望を見ては「お兄様かっこ悪い」と嘲笑っているが、本人いわく「好きだから意地悪したくなる」とのこと。
九十話以降、ページ四段ブチ抜きの立ち絵（久米田作品で定番の手法）において彼女のみ見返りアングルで描かれる（この手法を取り入れた当初は声優は未発表であった）。これはアニメの担当声優が『クレヨンしんちゃん』の野原しんのすけ役であることを意識した（しんのすけの持ちギャグ「ケツだけ星人」のように、お尻から登場させようという）小ネタである。また声優のキャスティングは久米田自らの指名である。なお、矢島の出演は倫役として告知されたが、実際は新井智恵役で一話から出演している。
ことのん
声：沢城みゆき
出席番号不明。
「ことのんのことだけの話」というサイトを運営する結構人気のネットアイドル。しかし実際は肥満体型でお世辞にも美人とは言えない。サイトの画像はPCソフトなどで大幅に加工修正されている。かなりのナルシスト。初期から登場し、単行本のキャラクター紹介にもハンドルネームの「ことのん」で掲載されているが、本名は不明で登場頻度も低い。

### 男子生徒
青山（あおやま）
声：杉田智和
出席番号1番。
木野と仲のいい、赤いフレームの眼鏡をかけた生徒。木野に影響されて詰め襟学生服の上にTシャツやネクタイを着用している。一度2代目絶望先生を務めた。
臼井影郎（うすい かげろう）
声：上田燿司
出席番号3番。毛髪と存在感希薄。
あまりに存在感が薄く、描線まで細い。また先祖代々毛髪も薄い。存在感を示そうとクラス委員長を務めるが、千里にその役目を取られ、結局クラスメイト達から認識されていない。しかし、影の薄さを悪用しようとする時（覗きなど）や影郎に責任が押し付けられる時など、認識されたくない時に限って途端に認識される。そのため設定に反して、作中での登場頻度は男子生徒のなかで最も高い。連載初期は頻繁に登場していたが後期では出番が減少し最終回でも出演はなかった。2011年春、急に有名になったある人物に似ていると本編内でもネタにされる。
好色な上にマゾヒストで、女子の脱衣や下着趣味などに積極的に意見して存在感を示すことがある。脚フェチでもあり、放課後に小節の「内モモに湿布」を見て以来小節を好きになり、ストーカー行為を繰り返す。下ネタ以外では寒いギャグでも話によく絡む。
木野国也（きの くにや）
声：寺島拓篤
出席番号8番。超負けず嫌い。
久藤と同じく図書委員で読書仲間。久藤の創作話によく感動させられるため、一方的に強いライバル意識を燃やす。文学観は久藤に比べると現代的でかつライトノベル調。浪漫主義寄りな傾向もある。加賀に好意を寄せている。
ルックスはいいほうだが、私服のセンスが非常に悪い。酷いものになると街を歩くだけで周囲の人が立ちくらみを起こすほどだが、本人は全く気にしない。制服も格好よく着崩そうとして、詰め襟の上にTシャツやネクタイを着用する珍妙なスタイルを先駆けた。
久藤准（くどう じゅん）
声：水島大宙
出席番号9番。天才ストーリーテラー。
読書家で、大草や木野とともに図書委員を務める。夢は、すべての本を読むこと。文学観はやや古風かつ写実主義寄りで、サナトリウム文学は好きではない。読書家だけあって書籍に対する評価はかなり辛口。自ら物語を創作する能力にも長け、久藤の創作童話を聞く者は皆感動して号泣してしまう。また眠気を誘う話を披露した際には、へ組生徒のほとんどが眠りについてしまった。
垂れ目と下睫毛が特徴。性格は冷静でマイペースで、小節と同じく周囲の言動に呆れたり青ざめることは少ない。面倒見が良い一面もあり、よく関内や交を肩車している。学業成績も優秀で、ルックスの良さと相まって女子からの人気が高い。
最終話で、卒業式後に望が赴任した島に一時期保護されていたことが判明した。
芳賀（はが）
声：水島大宙
出席番号13番。
よく木野や青山とつるんでいる生徒。詰め襟学生服の上にTシャツやネクタイを着用している。
北欧
声：水島大宙
出席番号不明。
坊主頭の生徒で、田中一郎と容姿が似ている。多くの回に登場するものの、モブキャラクターのため名前など細かな設定は未詳。十九話の「非難訓練」では、耳にピアスを付けていたために「ピアス地蔵」と呼ばれたが、この回以外ではピアスは付けていない。「北欧の美少女」なる本を持っていたことから「北欧」とあだ名された過去がある（この本は今も所持しており、教室で度々愛読している）。
天下り様
出席番号不明。
二十五話で文部科学省の方からへ組に天下ってきた初老の男性。週に1回学校に来るだけで80万円、卒業すると3000万円もらえるらしい。初登場以来クラスに居ついたらしく、たびたび教室のどこかに登場する。

## その他の学校関係者

### その他の教員
新井智恵（あらい ちえ）
声：矢島晶子
望の同僚であるスクールカウンセラー。望のくだらぬ相談に付き合わされたり、心理学などの用語を解説したり、望が失踪した時などに担任の代わりを務めたりする。常に冷静沈着で、怒った時は目つきが恐く、言う時は言う性格。またナイスバディの持ち主。これらの特性が高じて、SMの女王様的な一面を見せることがある。年齢のことを触れられると怒る。昔アイドルを目指していたが逆差別(美人系過ぎた為モデルか女優になれと言われた)により諦めた。高校のOGでもある。
彼女の正体は臓器移植コーディネーター。
甚六（じんろく）
声：上田燿司
望の同僚である中年男性教師。ごく初期には雑誌の人物紹介欄にも登場していたが、連載が続くにつれて出番が減っている。穏やかそうな風貌と物腰をしているが、それに反してかなり激しい過去と戦闘能力を持っているようで、背中一面に般若の刺青が彫ってある。関内の目撃情報によると、体のどこかに「仁義」と言う刺青もあるらしい。パチンコが趣味らしく、パチンコ台になった漫画原作を職員室で読んだり、またロックグループの音楽をノリノリで聴いたりと、くだけたおじさんでもある。

### その他の生徒
万世橋わたる（まんせいばし わたる）
声：上田燿司
2年ほ組（へ組の隣）の男子生徒。硬派なオタクで、オタクとしてのアイデンティティーの一般化・低俗化を憂いている。二次元世界への理想が強いゆえに現実の女性には興味を持たぬ恋愛観を貫き、また「万世橋仮面」として現実世界で不逞な行為に及ぶオタクを成敗することも。ショックを受けると「ズゴガァァン」という効果音とともに首を大きく揺らす。
三角、正方
丸井と同じく茶道部部員の女子。学年やクラスなどは不明。千里と同じく、髪型が真ん中分けの左右対称。名前の描写は茶道部室に名札が掛かっているのみなので、どちらが三角、正方かは不明。
元・関内太郎（せきうつ たろう）
声：水島大宙
マリアに籍を売った関内太郎本人。常に眼と頭部が露出した帽子らしきものを被り、素顔は見せない。ホームレスならぬ「クラスレス」として、学校の廊下でダンボールハウス暮らしをしている。本当のホームレス生活をしている描写もある。本作の初期構想では『かってに改蔵』の坪内地丹がこの役回りでスピンオフ登場していた。
対象GUY（たいしょうがい）
後ろ髪が長く眼鏡をかけたさとし、前髪の先がカールしているかずのり、小太り気味のみきおの3人。競争率の高い久藤に恋した丸井のため望が用意したが、丸井の恋愛対象外だったため無視される。その後「誰でもいいから彼氏が欲しい」という丸井の前に再び現れたが、またも無視されてしまう。二百八十四話にて、へ組に編入した。
鈴木（すずき）
声：上田燿司
元2のへ組の男子生徒。万世橋に似るが、真ん中分けの万世橋に対して鈴木は七三分け。原作の名簿では「鈴木その」で名前が途切れていたが、アニメでは「鈴木その公」となっている。九十話で進級してへ組を去った。
田中一郎（たなか いちろう）
声：水島大宙
元2のへ組の男子生徒。九十話で進級してへ組を去った。
本能井駿（ほのい しゅん）
元2のへ組の男子生徒。ほんの一瞬在籍しただけで、姿を一度も表さないまま転校していたことが百五十一話で判明。
マ太郎の友人の少女
声：阿澄佳奈
時々関内と一緒に登場する少女。名前や詳細は一切不明。狙撃の技能を持ち何度か望を狙撃したこともあるが、望は少女と面識がない。
隣の校舎の一年生
声：野中藍
カチューシャをした女子生徒。百二十八話に登場し、「好きです」と書いたラブレターを望に渡した。正体は風浦だが、真意は不明。

## 糸色家
望の実家。元禄から続く信州県蔵井沢の名家。明治以降に製糸業で財を成した旧財閥でもあり、本宅の敷地面積は東京ビッグサイトの倍以上。現在も地元に強い影響力を持つ。しかし、実は影名家であることが発覚した。
妙な家訓や年中行事が数多くあり、倫と時田によってへ組生徒らもよく巻き込まれる。望や倫同様、名前を縮めて書くと「絶○」になる。一族の成人は「先生」と呼ばれる職に就き、男子は眼鏡を着用している。家紋は「糸巻き」（架空の家紋）。大、妙の正確な容姿は未詳。四男の望、長女の倫については別記項目参照。
糸色大（いとしき ひろし）
声：宮本純乃介（俗・撰集）
望の父で、糸色家当主。職業は衆議院議員。面白いことが大好きで、かなり突飛なこともあっさり容認する豪快な性格。
糸色妙（いとしき たえ）
望の母。職業は料理家。
糸色縁（いとしき えにし）
糸色家5兄妹の長男。交の父。職業は弁護士(離婚弁護士)。本来糸色家次期当主になるはずだったが、何らかの事情で父親から絶縁されており、所在は一族の者もよく知らない。百九十七話でうっすらと初登場し、交のセリフから望と容姿が似ていると言われていた。二百九十七話で登場し鎧姿の影武者だったことと、死後卒業用の戒名入り卒業証書を準備していたことを明かした。
糸色景（いとしき けい）
声：子安武人
糸色家5兄妹の次男。職業は画家で、アトリエ「景」で活動している。長髪であご鬚を生やし、作務衣を着ている。人の話は聞かず、思い込みと独創性が非常に激しい、究極の自己完結型人間。既成概念から甚だしく遊離した作風は現代美術を象徴するかのごとく抽象的。祈祷や呪術にも詳しく、そちらは比較的伝統を尊重している。
糸色命（いとしき みこと）
声：神谷浩史
糸色家5兄妹の三男。職業は医師で、「糸色医院」を開業。容姿が非常に望（弟）に似ている（髪がやや短く、眼鏡が角形）。兄妹の中で最も常識人で、医者としての腕も悪くないが、名前のせいで医院が流行らないのが悩み。手広く医業に励んでおり、予防接種や定期検診で望の高校を訪れたり、医院内に赤ちゃんポストを設置したりしている。かつて怪しい計画に参加し、謎のウィルス製造に携わっていた模様。
糸色望（いとしき のぞむ）
糸色家5兄妹の四男。
糸色倫（いとしき りん）
糸色家5兄妹の長女（末子）。
糸色交（いとしき まじる）
声：矢島晶子
縁の長男で、望達の甥。実家と父が絶縁状態にあるため本家との関係は微妙かつ、現在両親と離れ離れになっているため、望の元に身を寄せている。少しマセていて何かと背伸びしたがる傾向があり、他人（特に望）に対して尊大。しかし性格は概ね常識的かつ純粋で、へ組女子生徒らによく振り回される。特に一緒に暮らしている小森とは仲が良く、またよくからかわれ、彼女に対してのツッコミ役となっている。眞鍋かをりとカリスマロッカー・オゼキのファンであるが、眞鍋の熱愛報道後はリア・ヂゾンに乗り換え、リア・ヂゾンの結婚発覚後（百五十八話）はグッズをゴミ箱に捨てていた。
時田（ときた）
声：上田燿司
糸色家に仕える初老の執事。オールバックにまとめた白髪に白い口髭、片眼鏡をかけたその容貌は年季と風格を感じさせる。あらゆる面で家人を完璧にサポートする巧者で、日頃は倫に付き従っている。
実は、名家の家柄であるが、本人が好きで執事をやっていることが発覚（二百八十一話）した。

## その他の登場人物
ペリー
声：乃村健次
十二話に登場した、港だけでなく何でも開こうとする困った外国人。開校記念日に来校してきて、物理的に様々なものを開けていった。正体は、来日直後友達のいない時に風浦から「ペリーさんに似ている」と言われてペリーになりきることを決めた近所の外国人。
アニメでは自称が「ゴクウ」となり、宇宙を支配できるという○を探して宇宙人と戦っているとの奇妙な設定になっている（DVDでは原作通りのセリフ版も収録）。これは、ペリーのままだと実在のペリーを茶化すことになるのではというアニメスタッフの配慮によるもの。
冬将軍
声：立木文彦
本来はシベリア寒気団の別称だが、本作では将軍風の男性。八十三話で、弱った状態（暖冬）でいるところを望らに発見された。初めは鎧兜を被っていたが、途中で木津に兜を割られて茶筅髷の姿となった。髷は時折異常に長くなる。背景キャラクターとしてたまに登場。
糸色チル（いとしき チル）
痴漢冤罪に遭った34歳の日系ブラジル人男性。糸色家とは無関係だが、偶然に同姓のためへ組生徒から望の親戚と間違われた。名前を縮めると絶チル。その後も背景などにたびたび登場する。容姿のよく似た糸色メツという人物もいるが、関係は不明。
陸瑠羽子（りく るうこ）
原作初登場時はハンズ店員だったが、退職後様々な職業を転々としながらたまに登場する。根津、丸内、尾吐とともに、アイドルグループ「AKaBane84」のメンバー。単行本三十集収録の第30X話では雑誌記者となっており、物語は彼女の視点で描かれている。
久慈一（くじ はじめ）
百八十五話で護敷とともに登場したお役人。小石川区役所仕事つくらいで課・課長代理。いつも無駄な仕事を探しており、百八十五話以降忘れた頃にたびたび登場している。
護敷卓（ごじき たく）
百八十五話で久慈とともに登場したお役人。小石川区役所仕事つくらいで課・課長補佐。いつも無駄な仕事を探しており、百八十五話以降忘れた頃にたびたび登場している。
田中陽子（たなか ようこ）
7年前（2001年）に某誌で某氏にアパートの壁に埋め込まれた女子大生。2001年時点で、しがらみ大学文学部英文学科2年。百二十九話（連載時は百三十話）のオチとして壁の中から登場。
ゴールデン銀座商店街
高校近くの商店街。「根端金物店」「島文具」「シンコ書店」「おしゃれSHOPルイージ」、目が異様に伸縮するカエルの人形を置く薬局などがあり、それぞれの店長もよく登場する。
AKaBane84（アカバネエイティフォー）
アイドルグループ。メンバーは根津、丸内、尾吐、陸など全員で12人しかいないが、1人7役を掛け持ちすることにより、84人としている。人数合わせのため、日塔がメンバーに加わったこともある。1番人気は尾吐。

### 望の知人
一旧（いっきゅう）
声：杉田智和
五十話に登場した、望の小学校（私立蔵井沢蓮旦小学校）時代の旧友。しかし実際は入学の日に出会い、その日だけ親しかった「1日友」だった。本名や職業は不明で、「一旧」は五十一話で風浦がつけた後付けの名前。自他共に認める「旧道楽」で、「旧」なものを愛して止まない。初登場時は呼び名すらなかったが、その後レギュラー化し、普通に望と友達付き合いをしている。旧ネタ以外にも脈絡なく唐突に登場したり、時に損な役回りも務めたりと柔軟な性質のキャラになっている。かつては最強のキックボクサーであったという。
尾吐菜梨（おと なり）
声：野中藍
三十五話から登場した、望の（かつての）家の隣に住む女子大生。料理をおすそわけするなどして望を応援している。望は彼女が好きなようで、望の部屋には彼女の写真が飾られている。長らく「隣の女子大生」と呼ばれていたが、二百二十話で名前が判明した。しかし正体は風浦の変装で、「尾吐菜梨」も風浦のP.N.のひとつかもしれない。根津、丸内とともにアイドルグループ「AKaBane84」のメンバー。
リー・仲直（リー・なかなお）
声：寺島拓篤
五十二話で「後々仲間になることが前提の敵」という少年誌にありがちなキャラクターとして登場。秘密結社暗黒志士団第七代団長で絶望拳の継承者との設定だが、ストーリーには全く反映されない出落ちキャラクター。初登場後「（出番は）もう無いと思います」と望に言われてしまったが、その後も何度か登場している。

### 生徒の家族・知人
たかし
声：水島大宙
常月 まといの元ボーイフレンドである。常月のストーキングに悩まされていたが、常月がストーキング対象を望に切り替えた後、それが気になって逆に常月をストーキングするようになる。そのたかしをさらに現在の彼女（水商売風の女性）がストーキングし、その後ろをその愛人がストーキングし…というように「ストーカー数珠つなぎ」に発展した。へ組の教室にもたびたび出没し、へ組生徒でないのに期末テストを受けていたり、緊急連絡網に入っていたりする。草野仁ファン。原作では黒髪だが、アニメでは金髪になっている。
小節あびるの父親
声：中村悠一
あびるへのDV容疑で望らに危険人物扱いされたごく普通の会社員。たびたび娘「から」暴力を振るわれているそうだが、今も一緒に風呂に入るなど親子仲は良好らしい。奥さんとは離婚している。
音無芽留の父親
声：麦人
音無ミュージックという音楽会社の経営者。カイゼル髭を蓄え、山高帽に黒服を身に着けた古風な紳士的外見。九十一話で想像図として登場し、百十二話で正式に登場した。音無を「めるめる」と呼んで極端に溺愛しており、音無にわずかでも害を加える者には情け容赦ない鉄拳制裁を加える（ただし、女性には暴力を振るわない主義）。そのあまりの過保護ぶりに音無からは「クソヒゲハット」などと毛嫌いされている。
音無達の役目や卒業式でのやり取りを見る限り、音無を依り代にしていた少女の父親であったようである。
臼井たいき（うすい たいき）
声：上田燿司
臼井影郎の弟で、高校受験を控えている。頭髪は薄くないが、兄に負けぬ好色者。後述の「いけない!カエレ先生」などに登場。
木津多祢（きつ たね）
声：白石涼子
木津家長女にして木津千里の姉。しがらみ大学教養学部人間環境学科2年。普段は一人暮らしをしており、夏休みになると実家に帰省する。幼少時から妹・千里の過剰な潔癖症を抑えるため、自らをその対象物の身代わりとして汚れる行為を繰り返すうちに、存在するだけであらゆるゴミを寄せ集めて周囲を散らかしてしまう体質となった。千里とともに幼少時から付き合いのある藤吉には「キタ姉」とアダ名をつけられている。千里には、ジュースを注射されたり刃物で刺されたりと、ひどい目に遭わされているが、姉妹仲は悪くなく良いコンビ。帰省した際に「綺麗ですよ」と言った望に一目惚れする。

### 作者関連
漫画家
声：神谷浩史
長髪に無精髭を生やした漫画家で、常に顔が青ざめている。モデルは作者久米田康治本人。自虐ギャグや、作者本人の主張・愚痴・僻みなどがセリフとして出ることが多い。
久本康（ひさもと やすし）と米田治（こめだ おさむ）
2人の漫画家。「久米田康治」の合同ペンネームで『さよなら絶望先生』を執筆している（というジョーク）のほか、個別にも漫画の作者としてしばしば名が現れる。
前田君（まえだくん）
声：MAEDAX（第一期）、MAEDAX G（第二期）、MAEDAX R（第三期）
スキンヘッドにメガネをかけ、髭を生やした変態男性。モデルはアシスタントの前田君。アニメでは本人が声を当てており、自主規制マークなどに顔写真が使用されたり、実写映像（後姿）として本編に登場したりもしている。
元アシ・畑君（はたくん）・火田
声：畑健二郎
師匠以上の成功を収める漫画家。モデルは作者の愛弟子畑健二郎。畑の作品『ハヤテのごとく!』の大ヒットに対する自虐ネタでよく登場する。アニメでは、第一期の男子生徒名簿に「火田ケンヂ」なる名前が書かれていたほか、第三期第五話にて本編に登場し「畑さん」役として自ら声を当てた。

### 実在の人物・キャラクター
井上喜久子（いのうえ きくこ）
声：井上喜久子
「永遠の17歳」「コンサートでは必ず『17歳でーす』と言い、観客は必ず『オイオイ』と突っ込まなければならない」という一連の17歳ネタでたびたび登場する。アニメ第二期第三話では本人役で登場し、自ら声を担当した。
大槻ケンヂ（おおつき ケンヂ）
声：大槻ケンヂ
アニメ第三期第十三話ED後の「絶望先生えかきうた」のコーナーに木村楓（小林ゆう）と共に登場し、歌声と絵を披露した。
初音ミク（はつね ミク）
声：藤田咲
百十二話の「めるめるの声オーディション」にモブキャラクターとして登場。アニメでは初音ミクの担当声優である藤田咲本人が声を当てた。なお初音ミクがアニメ作品でネタにされるのは本作が最初であった。
櫻井よしこ・麻生太郎・安倍晋三 など
前田君・畑君

### かってに改蔵の登場人物
作者の前作『かってに改蔵』の登場人物が本作でも登場することがある。特に登場が多いのは坪内地丹で、鉄道ネタの背景などで頻出し、アニメではさらに登場回数が増えている。そのほか、「おしゃれSHOPルイージ」の店長が美良野マリオそっくりの人物だったり、背景にラブ影先生がたまに登場したり、神崎美智子と藤吉が漫画趣味で関わりがあるような描写があったりする。

## 「義務」
本作では、本編とは直接関係なく毎回のように背景でこっそり描かれるキャラクターが存在し、これを「義務」という。義務のなかには、当初から背景キャラとして描かれたものと、初登場時はその回の本編に関わるキャラとして登場し、それ以降の回から背景キャラ化したものがある。以下のほかにも、蘇民祭ポスターやせんとくんなど世間で話題を集めたものや、「SHAFT」「さのすけ」などアニメやネットラジオのネタが背景に描かれることがある。
櫻井よしこ（さくらい よしこ）
声：小林ゆう
十三話から登場。脈絡なく背景に肖像画が描かれる。
うろペン
二十話で登場した「うろ覚えで描いた皇帝ペンギン」（幼鳥）で、太極図のような顔をしている。初登場以来、高校の宿直室に棲みついている模様。アニメ第三期では「キュイ」とたびたび鳴くようになった。本作のマスコットキャラクター的な扱いで、ぬいぐるみなどのグッズが販売されている。百八十五話で「うろおぼえ ペンたろう（愛称・うろペン）」として小石川区役所に住民登録されている。
コウノトリ
四十一話で、交に対して命が「（赤ちゃんは）コウノトリが運んで来る」とはぐらかしたのを聞いた木津が、本当にコウノトリに赤子を運ばせたもの。毛布にくるまった赤子を嘴にくわえて飛んでいる。赤子の詳細は不明。
棒犬
四十六話で初登場した、三珠によって肛門に棒を刺された犬。風浦によると「犬も歩けば棒にささる」。
「感動が盗まれている」
五十三話で登場した、黒い涙のしずくを流している目。映画館で上映前に流される、海賊版DVDの撲滅を訴えるコマーシャルが元ネタ。
麻生太郎（あそう たろう）
声：上田燿司
五十九話で『Rozen Maiden』6巻を読んでいる姿で登場し、その後もたびたび背景に登場。毎回漫画を読んでいる。
安倍晋三（あべ しんぞう）
声：上田燿司
六十七話からたびたび登場。「美しい国」のパロディ（「鬱くしい國」など）と共に描かれることが多い。よく犬のような容姿で描かれる。
その他の政治家
麻生太郎や安倍晋三のほかにも、福田康夫（チンパンジーのような容姿で描かれる）や外山恒一、赤城徳彦（本人ではなく絆創膏）、石破茂、小沢一郎、鳩山由紀夫なども背景に登場している。
神シール
百五話で風浦が考案し、倫が糸色製菓から売り出したシール入りチョコレート。「バルボラ3世」や「しっと様」など全81枚。その後背景として1話1枚ずつ描かれるが、単行本では該当箇所は全てはがされる。
AAA
百六話から登場した文字列。壁などの落書きとして毎回どこかに書かれる。元ネタは音楽グループAAAの落書き事件。
きよ彦（きよひこ）
声：水島大宙
『マガジンドラゴン』掲載の番外編に登場したとんがり頭の男。「きよしこの夜」にかけただけの出オチキャラだったが、以後本編でも背景キャラクターとして登場。百三十五話の扉絵で、へ組出席簿の出席番号10番にきよ彦らしきシルエットが載っている。特技は「きよ彦ダンス」で、アニメ第三期第十三話で途中まで放映された。
娘々（ニャンニャン）
声：矢島晶子
百二十六話で登場した某国の女スパイ。日本の国家機密を知ったオタクたちにハニートラップを仕掛けるも失敗。以後は背景キャラとしてどこかに潜伏している。アニメでは東北訛り。
面白シール
百三十七話で風浦が考案した、貼ると漫画の面白さが6倍になるシール。
漫画界が平和でありますように
百四十三話で登場した、「世界人類が平和でありますように」（ピースポール）のパロディ。雷句誠の小学館提訴問題にちなむ。
イロイロ削られたナニか
百六十八話に生産されていたロボット。本来なら「青いネコ型ロボット」になるはずだったが、経費削減のためヒゲ・塗装・鈴・ポケットを削ったせいで全くの別物になってしまった。

## 劇中劇の登場人物

### 「絶望先生」（リリキュア）
第十集巻末のおまけコーナー『アヌメージョ』で特集されている架空の魔法少女アニメ。「仮面教師ゼツボウ」を倒すため3人の少女が「イヤボン戦士『リリキュア』」になって活躍するもので、チバ脳内テレビなどで絶賛放映中、という設定だったが、アニメ第二期第七話の劇中で本当にアニメ化され、主題歌まで作られた。
リリキュア
魔法よりもスコップ技が得意なキッチリ、魔法よりもありがたい力が得意なカフカ、魔法よりも携帯電話を使った精神攻撃が得意なメルの3人。
パーソナルカラーは、キッチリは青、カフカは桃色、メルは緑。
普通
一般人。敵の罠にはまり、物語のキッカケをつくる。

### 「絶望ファイト」
アニメ第二期第九話に挿入されたアニメオリジナルエピソード。『ウルトラファイト』のパロディーが『はじめ人間ギャートルズ』風の世界を舞台に展開される。
ナレーター
声：上田燿司
『ウルトラファイト』の山田二郎アナウンサーと同様、実況風のナレーションを行う。劇中の登場キャラクターのセリフの吹き替え（代読）も全て担当している。
絶望先生
ウルトラセブンに似た緑色の服を着た原始人。絶望学校で原始人たちに文化的な暮らしを教える。ケンカの仲裁やレフェリーを務めるなど、本家でいうウルトラセブンの役割をしている。
原始人たち
関内、木村、風浦、音無、小節、木津、常月、日塔がウルトラ怪獣の着ぐるみのような格好で登場。藤吉はセーラー服姿の「かわいこちゃん」として登場。

### 「黒い十二人の絶望少女」
アニメ第二期第十一話の前半部のアニメオリジナル回で横溝正史・市川崑風の短編ミステリー。昭和83年を舞台とし、各個人の容姿・性格や担当声優以外は本編と異なる設定。
糸色望（いとしき のぞむ）
東京で探偵事務所を営む名探偵。謎は必ず解くのだが、事件関係者は皆事件が解決するまでに死んでしまうため「絶望探偵」と呼ばれる。
少年風の常月まといが助手を務めているが、本事件には関わらなかった。
甚六警部（じんろくけいぶ）
望の知人の警部。部下は久藤。
糸色叫（いとしき さけぶ）
莫大な遺産があるという有名芸術家。故人。村人達からは絶叫先生と呼ばれていた。12人の未成年の愛人を、表向きは作品のモデルとして屋敷に住まわせていた。顔が望とそっくり。
十二人の少女
藤吉晴美、木津千里、日塔奈美、風浦可符香、小節あびる、音無芽留、関内・マリア・太郎、木村カエレ、加賀愛、三珠真夜、大草麻奈美、小森霧の十二人（1カットのみ、一旧が紛れ込んでいた）。全員喪服を着ている。叫は、少女らが18歳になった時に遺産を均等に分け合うとの遺言を残していた。音無と関内は望が屋敷へ来る前に殺害されていた。その後も木村カエレ、大草麻奈美も十二人の少女たちによって殺害された（十二人の少女は殺し合っていた）。
糸色影郎（いとしき かげろう）
叫の一人息子。存在感が尋常でなく薄いため、ついたあだ名が「蜃気楼」。少女らはその存在を知らず、父親でさえ晩年は影郎のことを忘れていた。

### 「一本昔ばなし」
アニメ獄下Cパートの糸色望の高校時代の話。久米田康治脚本のアニメオリジナル。単行本第十六集巻末には予告が描かれている。
凹乱高校ネガティ部（仮）
望が高校時代に所属していた（というより勘違いにより入部させられた）、後ろ向きな者だけによる後ろ向きな部活。声優はネガティ部員Aが子安武人、ネガティ部員Bが中村悠一、ネガティ部員Cが岸尾だいすけ。

### その他
前巻までのあらすじ
声：斎藤千和
アニメ第三期のOPの前に挿入される、原作単行本のカバー袖の「前巻までのあらすじ」のアニメ化のナレーション。
「いけない!カエレ先生」
百四十一話と第十五巻巻末。木村扮するHな家庭教師カエレ先生が臼井たいきの元にやってくるという『いけない!ルナ先生』のパロディー。アニメでは第三期の第四話Aパートと第十二話Dパートでアニメ化され、第十二話ではOPアニメまで製作された。